# Orija nyelv
Az orija nyelv (egyéb nevein: odia, odisá) a keleti Indoárja nyelvek csoportjába tartozik. Indiában Orisza szövetségi állam hivatalos nyelve, itt a lakosság 80%-nak anyanyelve. Ezen kívül még jelentős számú ember beszéli a szomszédos államokban: Biharban és Nyugat-Bengálban. Anyanyelvként több mint 40 millióan beszélik 2016-ban.
A nyelvre a legrégebbi bizonyíték a Kr. e. 3. századig eredeztethető. Jelentősebb szépirodalma a 9-10. századig nyúlik vissza.

## Ábécé
Az orija ábécében használt karakterek  

଼ ଽ ା ି ୀ ୁ ୂ ୃ ୄ େ ୈ ୋ ୌ ୍ ଁ ଂ ଃ
୦୧୨୩୪୫୬୭୮୯
ଅ ଆ ଇ ଈ ଉ ଊ ଋ ୠ ଌ ୡ ଏ ଐ ଓ ଔ
କ ଖ ଗ ଘ ଙ ଚ ଛ ଜ ଝ ଞ ଟ ଠ ଡ ଢ ଣ ତ ଥ ଦ ଧ ନ ପ ଫ ବ ଵ ଭ ମ ଯ ର ଳ ୱ ଶ ଷ ସ ହ ୟ ଲ

## Fordítás
- Ez a szócikk részben vagy egészben  az   Odia languages című angol Wikipédia-szócikk fordításán alapul.  Az eredeti cikk szerkesztőit annak laptörténete sorolja fel. Ez a jelzés csupán a megfogalmazás eredetét és a szerzői jogokat jelzi, nem szolgál a cikkben szereplő információk forrásmegjelöléseként.
- Ez a szócikk részben vagy egészben  az   Alphasyllabaire_oriya című francia Wikipédia-szócikk fordításán alapul.  Az eredeti cikk szerkesztőit annak laptörténete sorolja fel. Ez a jelzés csupán a megfogalmazás eredetét és a szerzői jogokat jelzi, nem szolgál a cikkben szereplő információk forrásmegjelöléseként.